# Parafia Niepokalanego Poczęcia Najświętszej Maryi Panny w Jordanówce
Parafia Niepokalanego Poczęcia Najświętszej Maryi Panny w Jordanówce − parafia rzymskokatolicka znajdująca się w archidiecezji lwowskiej w dekanacie Mościska.
Parafia nie posiada własnego proboszcza i jest administrowana dojazdowo przez proboszcza z parafii w Myślatyczach.